# Wath-upon-Dearne
Wath-upon-Dearne este un oraș în comitatul South Yorkshire, regiunea Yorkshire and the Humber, Anglia. Orașul se află în districtul metropolitan Rotherham.